# Cariowo-Zajmiszcze
 Cariowo-Zajmiszcze (ros. Царёво-Займище; pol. hist. Carewo-Zajmiszcze, Carowo Zamieście, Carowo Zajmiszcze) – wieś (ros. деревня, trb. dieriewnia) w Rosji w obwodzie smoleńskim, w rejonie wiaziemskim, położone 43 km od Wiaźmy. 
Przez wieś przebiega droga magistralna M1 (Rosja).
Pierwsze wzmianki z 1610 roku, gdzie stały oblężone wojska moskiewskie w czasie bitwy pod Kłuszynem. 
W czerwcu 1610 roku rozegrała się tutaj wygrana przez wojska polskie bitwa pod Carowym Zajmiszczem.
W 1812 roku tutaj Kutuzow przejął zwierzchnictwo nad całą armią rosyjską.